# Jan Oblak
Jan Oblak (Škofja Loka, 7 januari 1993) is een Sloveens voetballer die als doelman speelt. Hij tekende in juli 2014 bij Atlético Madrid, dat circa € 15.750.000 voor hem betaalde aan Benfica. Oblak debuteerde in 2012 in het Sloveens voetbalelftal.

## Clubcarrière
Oblak veroverde op zestienjarige leeftijd een basisplaats bij Olimpija Ljubljana. Op 14 juni 2010 tekende hij een vierjarig contract bij Benfica, dat een bedrag van 1,7 miljoen euro op tafel legde voor hem. Benfica verhuurde hem aan achtereenvolgens SC Beira-Mar, SC Olhanense, União Leiria en Rio Ave.
Oblak tekende in juli 2014 een zesjarig contract bij Atlético Madrid, dat circa € 15.750.000 voor hem betaalde aan Benfica. Op 17 april 2019 werd bekend dat Oblak zijn contract verlengde tot medio 2023.

## Clubstatistieken
| Seizoen     | Club               | Competitie       | Competitie | Competitie | Beker | Beker | Europa | Europa | Totaal | Totaal |
| Seizoen     | Club               | Competitie       | Wed.       | Dlp.       | Wed.  | Dlp.  | Wed.   | Dlp.   | Wed.   | Dlp.   |
| ----------- | ------------------ | ---------------- | ---------- | ---------- | ----- | ----- | ------ | ------ | ------ | ------ |
| 2009/10     | Olimpija Ljubljana | 1. SNL           | 33         | 0          | 0     | 0     | —      | —      | 33     | 0      |
| 2010/11     | Benfica            | Primeira Liga    | 0          | 0          | 0     | 0     | 0      | 0      | 0      | 0      |
| 2010/11     | → SC Beira-Mar     | Primeira Liga    | 0          | 0          | 2     | 0     | —      | —      | 2      | 0      |
| 2010/11     | → SC Olhanense     | Primeira Liga    | 0          | 0          | 0     | 0     | —      | —      | 0      | 0      |
| 2011/12     | → União Leiria     | Primeira Liga    | 16         | 0          | 1     | 0     | —      | —      | 17     | 0      |
| 2012/13     | → Rio Ave          | Primeira Liga    | 28         | 0          | 3     | 0     | —      | —      | 31     | 0      |
| 2013/14     | Benfica            | Primeira Liga    | 16         | 0          | 5     | 0     | 4      | 0      | 25     | 0      |
| 2014/15     | Atlético Madrid    | Primera División | 11         | 0          | 6     | 0     | 4      | 0      | 21     | 0      |
| 2015/16     | Atlético Madrid    | Primera División | 38         | 0          | 0     | 0     | 13     | 0      | 51     | 0      |
| 2016/17     | Atlético Madrid    | Primera División | 30         | 0          | 0     | 0     | 11     | 0      | 41     | 0      |
| 2017/18     | Atlético Madrid    | Primera División | 37         | 0          | 0     | 0     | 12     | 0      | 49     | 0      |
| 2018/19     | Atlético Madrid    | Primera División | 37         | 0          | 0     | 0     | 9      | 0      | 46     | 0      |
| 2019/20     | Atlético Madrid    | Primera División | 38         | 0          | 2     | 0     | 9      | 0      | 49     | 0      |
| 2020/21     | Atlético Madrid    | Primera División | 38         | 0          | 0     | 0     | 8      | 0      | 46     | 0      |
| 2021/22     | Atlético Madrid    | Primera División | 38         | 0          | 3     | 0     | 10     | 0      | 51     | 0      |
| 2022/23     | Atlético Madrid    | Primera División | 28         | 0          | 5     | 0     | 5      | 0      | 38     | 0      |
| 2023/24     | Atlético Madrid    | Primera División | 38         | 0          | 6     | 0     | 10     | 0      | 54     | 0      |
| Club Totaal | Club Totaal        | Club Totaal      | 333        | 0          | 22    | 0     | 91     | 0      | 446    | 0      |
| Totaal      | Totaal             | Totaal           | 426        | 0          | 33    | 0     | 95     | 0      | 554    | 0      |

## Interlandcarrière
Op 9 september 2009 debuteerde Oblak voor Slovenië –21 tegen Frankrijk –21. In totaal speelde hij 18 wedstrijden voor Slovenië –21. Op 11 september 2012 debuteerde hij in het Sloveens voetbalelftal, in een WK-kwalificatiewedstrijd tegen Noorwegen. Oblak werd op 7 juni 2024 door bondscoach Matjaž Kek opgenomen in de Sloveense selectie voor het EK 2024 in Duitsland. Slovenië speelde in de groepsfase gelijk tegen Denemarken, Servië en Engeland, waarna het in de achtste finales na strafschoppen werd uitgeschakeld door Portugal. Oblak miste geen minuut aan speeltijd.

## Erelijst
| Competitie          |         |         |         |         |
| Competitie          | Aantal  | Jaren   |         |         |
| Benfica             | Benfica | Benfica | Benfica | Benfica |
| ------------------- | ------- | ------- | ------- | ------- |
| Primeira Liga       | 1×      | 2013/14 |         |         |
| Taça de Portugal    | 1×      | 2013/14 |         |         |
| Taça da Liga        | 1×      | 2013/14 |         |         |
| Atlético Madrid     |         |         |         |         |
| UEFA Europa League  | 1×      | 2017/18 |         |         |
| UEFA Super Cup      | 1×      | 2018    |         |         |
| Primera División    | 1×      | 2020/21 |         |         |
| Supercopa de España | 1×      | 2014    |         |         |

1 Musso ·
2 Giménez ·
3 Azpilicueta ·
4 Gallagher ·
5 De Paul ·
6 Koke  ·
7 Griezmann ·
8 Barrios ·
9 Sørloth ·
10 Correa ·
11 Lemar ·
12 Lino ·
13 Oblak ·
14 Llorente ·
15 Lenglet ·
16 Molina ·
17 Riquelme ·
19 Álvarez ·
20 Witsel ·
21 Galán ·
22 G. Simeone ·
23 Reinildo ·
24 Le Normand ·
Coach: D. Simeone
· Assistent-coach: López
· Assistent-coach: Vivas
1 Oblak  ·
2 Karničnik ·
3 Balkovec ·
4 Blažič ·
5 Stanković ·
6 Bijol ·
7 Verbič ·
8 Lovrić ·
9 Šporar ·
10 Elšnik ·
11 Šeško ·
12 Belec ·
13 Janža ·
14 Kurtić ·
15 Horvat ·
16 Vekić ·
17 Mlakar ·
18 Vipotnik ·
19 Celar ·
20 Stojanović ·
21 Drkušić ·
22 Gnezda Čerin ·
23 Brekalo ·
24 Žugelj ·
25 Zeljković ·
26 Iličić ·
Coach: Kek